# Cladonia lingulata
Cladonia lingulata är en lavart som beskrevs av Ahti. Cladonia lingulata ingår i släktet Cladonia och familjen Cladoniaceae.   Inga underarter finns listade i Catalogue of Life.